# Čistá (Rakovník)
Čistá é uma comuna checa localizada na região da Boêmia Central, distrito de Rakovník.